# Mienoumi Tsuyoshi
Mienoumi Tsuyoshi (jap. 三重ノ海 剛司), eig. Ishiyama Gorō (石山 五郎; * 4. Februar 1948 in Matsusaka, Präfektur Mie) ist ein ehemaliger japanischer Sumōringer. Er war der 57. Yokozuna.
Mienoumi trat als Kämpfer des alten und renommierten Dewanoumi-Ringerstalls im Juli 1963 zum ersten Mal bei einem Sumō-Turnier an. Im September 1969 kämpfte er zum ersten Mal in der Makuuchi-Division, der höchsten Liga im japanischen Profisumō. Im Juli 1970 erreichte er zum ersten Mal die Sanyaku-Ränge durch die Beförderung zum Komusubi, im nächsten Turnier sogar zum Sekiwake. Ein 6-9-Make-koshi im September 1970 ließ ihn jedoch wieder in der Tabelle zurückfallen. Erst im nächsten November erreichte er wieder die oberen Ränge und verteidigte bis zum nächsten Juli erfolgreich seine Platzierung als Sekiwake haridashi, d. h. zusätzlicher Sekiwake – in diesem Rang stehen sonst üblicherweise nur zwei Kämpfer, damals waren es fünf. Danach stieg Mienoumi in die Ränge der Maegashira ab, konnte sich wieder hochkämpfen und stieg wiederum ab. 1975 konnte Mienoumi als Sekiwake mit 13 Siegen in 15 Begegnungen nicht nur den Technikerpreis und die Auszeichnung für besondere Leistung erhalten, sondern auch seinen ersten Turniersieg (Yusho) erreichen, wonach er als Ōzeki eingestuft wurde.
Die „Fahrstuhlkarriere“ Mienoumis endete jedoch nicht; in seinem zweiten und dritten Turnier häuften sich die Niederlagen. Danach wurde er bereits wieder zum Sekiwake zurückgestuft. Allerdings erzwang er bereits im Juli 1976 mit einem guten 10-5-Ergebnis den Wiederaufstieg in den zweithöchsten Rang nach der damals neu eingeführten Regel. Den Titel eines Ōzeki hielt er bis zu seinem zweiten Turniersieg im Jahr 1979, als er im Alter von 31 Jahren mehrere hervorragende Resultate, jedoch keinen Turniersieg, erreichte, was den Verantwortlichen genügte, um ihn neben Wajima, Kitanoumi und Wakanohana zum vierten gleichzeitig amtierenden Yokozuna zu ernennen.
Seine weitere aktive Karriere war zunächst vielversprechend, das Novemberturnier des Jahres gewann er mit 14-1, das folgende Hatsu-Basho im Januar sogar mit souveränen 15 Siegen. Mit dem Jahr 1980 endete aber auch Mienoumis Ringerlaufbahn nach nominell acht Turnieren, in denen er Make-koshi erlitten hatte und ebenso oft abwesend gewesen war wie er Kämpfe bestritten hatte. Sein Rekord verzeichnet 695 Siege, 525 Niederlagen und ein Unentschieden (gegen Futagotake). 56-mal trat er nicht an. Bis heute war er der letzte Yokozuna des Dewanoumi-beya.
Wie in der Sumōwelt üblich, übernahm Mienoumi nach seiner Zeit als Ringer Aufgaben als Sportfunktionär im Nihon Sumō Kyokai. Nachdem er zunächst den Yamashina-Anteil erworben hatte, gründete er den Musashigawa-beya als eigenen Stall. Damit war er herausragend erfolgreich. Seiner Schule entsprang nicht nur der Yokozuna Musashimaru, sondern auch die Ōzeki Dejima, Musōyama und Miyabiyama.